# 아마록
아마록(amarok)은 이누이트 신화에 나오는 거대한 늑대다. 밤중에 혼자 사냥을 나서는 어리석은 자를 스토킹해서 잡아먹는다. 보통의 늑대들이 팩을 이루어 사냥하지만 아마록은 혼자 사냥한다.
19세기에 덴마크 지질학자 힐리히 요한네스 링크가 기록한 바에 따르면, 그린란드 이누이트만이 "아마록"을 이 전설의 늑대를 가리키는 말로 사용하고, 다른 북극인들에게 "아마록"은 늑대를 의미하는 보통명사라고 한다.:48 링크의 책 『에스키모의 이야기와 전통』(덴마크어: Eskimoiske eventyr og sagn, oversatte efter de indfødte fortælleres opskrifter og meddelelser, 1866년)에서 이 아마록에 대한 다양한 이야기들이 실려 있다.
한 이야기에서는, 미숙아라는 이유로 괴롭힘을 받던 소년이 힘을 기르고자 힘의 신을 소환한다. 그러자 아마록이 나타나고 꼬리만으로 소년과 씨름을 해 땅바닥에 자빠뜨린다. 그러자 소년의 몸 속에 뼈 몇 개가 부서져 떨어져 나갔다. 아마록은 그 뼈들이 소년의 성장을 막고 있었다고 말해주고, 앞으로 매일 찾아와 소년의 힘을 길러 주겠다고 이른다.  그렇게 아마록과 며칠 동안 씨름을 한 소년은 곰 세 마리를 때려잡을 정도로 강해졌으며 마을에서 좋은 평판을 얻게 되었다.:94
다른 이야기에서는 친지의 죽음에 슬퍼하던 남자가 근처에 아마록이 있다는 소식을 듣는다. 그는 또다른 친지 한 명과 함께 아마록을 찾아 나선다. 아마록 대신 아마록의 새끼들을 찾았고, 남자는 그 새끼들을 모두 죽인다. 친지는 겁에 질린다. 둘이 동굴에 숨어 밖을 내다보니 성체 아마록이 순록을 입에 물고 돌아오고 있었다. 새끼들이 모두 죽임당한 것을 본 아마록은 근처의 호수로 달려가 물 속에서 인간의 형체를 끄집어냈다. 그 순간 남자는 고꾸라져 죽어 버렸다. 아마록에게서는 무엇도 숨길 수 없으니, 아마록이 남자의 영혼을 빼가 버린 것이다.:464
몇몇 이야기에서는 아마록을 포획하거나 죽이기도 한다.:215,249,438,457,470